# 鳥取県道41号鳥取港線
鳥取県道41号鳥取港線（とっとりけんどう41ごう とっとりこうせん）は、鳥取県鳥取市を通る県道（主要地方道）である。

## 概要

### 路線データ
本線
- 起点：鳥取県鳥取市賀露町西4丁目（鳥取港、鳥取市道2013314号賀露西浜1号線交点）
- 終点：鳥取県鳥取市今町1丁目・今町1丁目交差点（国道53号（国道373号重複）交点）
- 総延長：7.1 km

支線
- 起点：鳥取市緑ヶ丘1丁目・千代橋西詰交差点（本線・鳥取県道189号高路古海線交点）
- 終点：鳥取市古海・鳥取大正郵便局交差点（鳥取市道2010169号古海高住線交点）
- 総延長：230m

## 歴史
- 1993年（平成5年）5月11日 - 建設省から、県道鳥取港線が鳥取港線として主要地方道に指定される[1]。
- 1999年（平成11年）3月31日 - 鳥取県告示第230・232・234号により、以下の経路変更を実施[2]。
  - 鳥取県道21号鳥取鹿野倉吉線旧道の鳥取市古海・千代橋西詰交差点 - 鳥取市今町1丁目・今町1丁目交差点間を当路線に、鳥取県道21号鳥取鹿野倉吉線旧道の鳥取市古海・千代橋西詰交差点 - 同・鳥取大正郵便局交差点間を当路線の支線（鳥取市道2010169号古海高住線との重用区間）にそれぞれ変更。
  - 当路線の鳥取市古海・千代橋西詰交差点 - 同・千代大橋西詰交差点間を鳥取県道189号高路古海線に、鳥取市古海・千代大橋西詰交差点 - 鳥取市今町2丁目・今町2丁目交差点間（鳥取県道21号鳥取鹿野倉吉線・鳥取県道42号鳥取河原線との重用区間）を鳥取県道21号鳥取鹿野倉吉線・鳥取県道42号鳥取河原線の重用区間に変更。

## 路線状況

### 重複区間
- 鳥取県道156号鳥取港湖山停車場線（鳥取市賀露町西4丁目 - 鳥取市賀露町）
- 国道9号・国道29号・国道53号別線・国道373号別線（鳥取市南隈・南隈交差点 - 鳥取大橋西詰）

## 地理

### 通過する自治体
- 鳥取市

### 交差する道路
本線
- 鳥取市道2013314号賀露西浜1号線（鳥取市賀露町西4丁目、起点）：この道路を介して鳥取県道327号鳥取空港賀露線と接続
- 鳥取県道156号鳥取港湖山停車場線（鳥取市賀露町）
- 国道9号・国道29号（国道53号別線・国道373号別線重複）（鳥取市南隈・南隈交差点）
- 国道9号（国道29号・国道53号別線・国道373号別線重複）（鳥取市南隈・鳥取大橋西詰）
- 鳥取県道318号伏野覚寺線（鳥取市安長・八千代橋西詰交差点）
- 支線・鳥取県道189号高路古海線（鳥取市緑ヶ丘1丁目・千代橋西詰交差点）
- 鳥取県道26号秋里吉方線 秋里方面（鳥取市行徳2丁目・千代橋東詰）
- 国道53号（国道373号重複）（鳥取市今町1丁目・今町1丁目交差点、終点）

支線
- 本線・鳥取県道189号高路古海線（鳥取市緑ヶ丘1丁目・千代橋西詰交差点）
- 鳥取市道2010169号古海高住線（鳥取市古海・鳥取大正郵便局交差点）

### 周辺施設等
- 鳥取港
- イオンモール鳥取北
- 千代川